# Arctia thibetica
Arctia thibetica là một loài bướm đêm thuộc phân họ Arctiinae, họ Erebidae.